# Luis Fernando Sánchez Ossa
Luis Fernando Sánchez Ossa (Punta Arenas, 4 de octubre de 1988) es un abogado y político chileno, militante del Partido Republicano, que desde 2022 es diputado por el  7.º distrito de la Región de Valparaíso, por el periodo legislativo 2022-2026.

## Familia y estudios
Nació el 4 de octubre de 1988, en Punta Arenas, hijo del contralmirante de la Armada de Chile, Luis Fernando Sánchez Pérez y de María Ossa Gómez.
Realizó estudios primarios y secundarios en distintos establecimientos educacionales, entre ellos el Colegio Lirima, de Iquique y en Princess Anne High School de Virginia, Estados Unidos, del cual egresó en el 2006. Posteriormente, efectuó los superiores en la carrera de derecho en la Universidad Adolfo Ibáñez, titulándose de abogado el 23 de enero de 2014. Luego, cursó un magíster en derecho regulatorio en la Pontificia Universidad Católica de Chile (PUC).
Está casado con María del Pilar Carvallo Rioseco, con quien es padre de una hija y tres hijos.

## Carrera política
Políticamente, participó en el partido Unión Demócrata Independiente (UDI), formando parte del equipo de apoyo a la fallida candidatura presidencial de Pablo Longueira en 2013, incluso apareciendo en el video de la juventud de su partido "42 razones para votar por Longueira". En 2016, renunció a la colectividad para apoyar la candidatura presidencial del independiente José Antonio Kast de cara a la elección de noviembre de 2017.
Luego, se desempeñó como fiscal regional de la fiscalía del Ministerio de Obras Públicas (MOP), en la región Metropolitana (2018-2019) y en el ámbito privado como asesor jurídico de empresas. Paralelamente, fue columnista del diario El Mercurio de Valparaíso y El Líbero.
En junio de 2019 participó en la fundación del Partido Republicano. Para las elecciones convencionales constituyentes del 15 y 16 de mayo de 2021, buscó presentarse como candidato por el distrito n° 7, pero la postulación finalmente no se concretó.
En las elecciones parlamentarias de 2021 postuló como candidato a diputado por el mismo distrito n° 7, que abarca a las comunas de Viña del Mar, Algarrobo, Valparaíso, Cartagena, Casablanca, Concón, San Antonio, El Quisco, El Tabo, Rapa Nui, Juan Fernández y Santo Domingo de la región de Valparaíso, por el periodo legislativo 2022-2026. Fue elegido con 16.376 votos, equivalentes al 4,59% del total de los sufragios válidamente emitidos. Asumió el cargo el 11 de marzo de 2022, pasando a integrar las comisiones permanentes de Constitución, Legislación, Justicia y Reglamento; y de Personas Mayores y Discapacidad. Forma parte del comité parlamentario Republicanos.
En enero de 2023, se anunció que el Gobierno de Bolivia presentará un reclamo oficial tanto al Gobierno chileno como al español, debido a la presunta intromisión de Sánchez y el diputado español Víctor González, debido a la llegada de ambos a suelo boliviano, presentándose en el Comando Departamental de Santa Cruz, para entrevistarse con el jefe de esa repartición policial, opinando sobre la detención de Luis Fernando Camacho sin representar a sus Gobiernos.

## Historial electoral

### Elecciones parlamentarias de 2021
- Elecciones parlamentarias de 2021, candidato a diputado por el distrito 7 (Algarrobo, Cartagena, Casablanca, Concón, El Quisco, El Tabo, Isla de Pascua, Juan Fernández, San Antonio, Santo Domingo, Valparaíso y Viña del Mar)[6]